# Даниловићи
Даниловићи су насељено мјесто у општини Рудо, Република Српска, БиХ. Према попису становништва из 2013. у насељу је живио 61 становник.

## Географија
Налази се на 638-700 метара надморске висине, површине 6,5 км2, удаљено око 32 км од општинског центра. Припада мјесној заједници Бијело Брдо. Разбијеног је типа, а засеоци су Ђукановићи, Лучићи и Милановићи. Смјештено је у подножју планине Варда и на лијевој обали Будимлијске ријеке, поред регионалног пута Увац-Добрун. Посебан значај за овај крај имала је изградња макадамског пута Вишеград-Увац 1897/1898. године. У то вријеме почела је експлоатација околних шума и запошљавање мјештана, којима је дотад главно занимање било сточарство. Ђаци похађају основну школу у селима Микавице и Штрпци. У Даниловићима постоји гробље, а најближа је манастирска Црква Светог Николаја у селу Добрунска Ријека (општина Вишеград). Даниловићи су 1977. добили електричну енергију, а почетком XXI вијека фиксну телефонску мрежу. Мјештани користе воду са извора.

## Историја
Село је, према предању, добило име по "некаквом кнезу Данилу, који је овдје сједио и заповиједао". Надгробни споменици - стећци, на локалитету: Мраморина, потврђују приче мјештана да је на мјесту овог села било насеље од старина. До тзв. Карађорђеве крајине у селу је било и етничких Турака, који су се касније иселили. Село је спаљено у устанку 1875-1878, а његови становници избјегли су у Србију.

## Становништво
Село је 1879. имало 14 домаћинстава и 91 становника (православци); 1895. - 141 становника; 1948. - 180; 1971. - 147; 1991. - 101; 2013. - 21 домаћинство и 54 становника (Срби). Породице Божовић, Ивановић, Милановић и Михаиловић славе Јовањдан; Ђукановић, Јанковић - Никољдан; Лучић - Ђурђевдан; Томић - Светог Андрију
Првозваног]]. Милановићи су најстарија породица у селу, а дошли су са Раванаца половином XVIII вијека. Ђукановићи су поријеклом из Будимлије, а доселили су се послије Карађорђеве крајине. Божовићи су дошли из села Божовићи, Лучићи
из Штрбаца, Ивановићи из Мрсова, Јанковићи из Оскоруше, а Томићи из Бована. Имена погинулих добровољаца из Првог свјетског рата била су исписана на спомен-костурници, подигнутој 1940. у селу Штрпци, која је порушена (реконструисана током 2019). У Другом свјетском рату погинула су четири мјештанина (цивили и борци).
| Демографија | Демографија | Демографија |
| Година      | Становника  | Становника  |
| ----------- | ----------- | ----------- |
| 1879.       | 91          |             |
| 1895.       | 141         |             |
| 1948.       | 180         |             |
| 1971.       | 147         |             |
| 1981.       | 114         |             |
| 1991.       | 101         |             |
| 2013.       | 61          |             |